# Ningún escándalo
Ningún escándalo (en francés Pas de scandale) es una película francesa de 1999 dirigida por Benoît Jacquot y protagonizada por Isabelle Huppert.

## Reparto
- Fabrice Luchini como Grégoire Jeancourt.
- Isabelle Huppert como Agnès Jeancourt.
- Vincent Lindon como Louis Jeancourt.
- Vahina Giocante como Stéphanie.